# Monterrey Grand Prix 1981
Il Monterrey Grand Prix 1981 è stato un torneo di tennis giocato sul sintetico indoor. È stata la 1ª edizione del torneo che fa parte del Volvo Grand Prix 1981. Si è giocato a Monterrey in Messico dal 19 al 25 gennaio 1981.

## Campioni

### Singolare maschile
Johan Kriek ha battuto in finale  Vitas Gerulaitis con il punteggio di 7–6 3–6 7–6

### Doppio maschile
Kevin Curren /  Steve Denton hanno battuto in finale  Johan Kriek /  Russell Simpson con il punteggio di 7–6, 6–3